# 忍ぶ雨 (伍代夏子の曲)
「忍ぶ雨」（しのぶあめ）は、1990年5月21日に発売された、伍代夏子の3枚目のシングル。

## 解説
- オリコンチャートでは最高12位、100位以内には通算52週間もランクインのロングセラーとなり、シングル売上は42.1万枚を記録、伍代自身最大のヒット曲である。
- 同曲の大ヒットで「第21回日本歌謡大賞」放送音楽賞など、数々の音楽賞を獲得。
- 同曲で伍代は、1990年末の「第41回NHK紅白歌合戦」に初出場を果たした。それから19年後、2009年末の「第60回NHK紅白歌合戦」でも歌唱披露している。

## 収録曲
- 両楽曲共に、作詞：たきのえいじ／作曲：市川昭介／編曲：前田俊明

1. 忍ぶ雨（4分7秒）
2. 浮雲（3分52秒）